# Love, Roses and Trousers
Love, Roses and Trousers è un cortometraggio del 1914 diretto da Allen Curtis e interpretato da Louise Fazenda. Prodotto e distribuito dall'Universal Film Manufacturing Company, il film uscì in sala l'11 luglio 1914.